# 熱庫
在熱力學裡，熱庫被視為是一固定溫度的热力系统。熱庫的溫度不會因為熱量增加或被抽離而有任何改變。在大气科学中，大气中的大型气团通常起到熱庫的作用。